# Tennistoernooi van Bournemouth 1968
Het tennistoernooi van Bournemouth van 1968 werd van maandag 22 tot en met zaterdag 27 april 1968 gespeeld op de gravelbanen van de West Hants Club in de Britse kustplaats Bournemouth. De officiële naam van het toernooi was British Hard Court Championships.
Het was het eerste toernooi in het open tijdperk.
Een aantal vrouwelijke toppers boycotten het toernooi vanwege het verschil in prijzengeld tussen de mannen ($ 2400 winnaar) en vrouwen ($ 720 winnares).
De Australiër Ken Rosewall won het mannentoernooi.
Het vrouwentoernooi werd gewonnen door de Britse Virginia Wade. Op prijzengeld had zij geen recht, omdat zij een amateur was.
Er werd ook gestreden in het gemengd dubbelspel. Daarin versloeg de Britse Virginia Wade en de Australiër Robert Howe het Australische duo Fay Moore en Jimmy Moore met 6-4, 6-3
Het toernooi bestond uit twee delen:
- WTA-toernooi van Bournemouth 1968, het toernooi voor de vrouwen
- ATP-toernooi van Bournemouth 1968, het toernooi voor de mannen